# تجارب دكتور أوكس
تجارب دكتور أوكس (بالفرنسية: Une fantaisie du docteur Ox)‏، (بالإنجليزية: Dr. Ox's Experiment)‏ قصة قصيرة من تأليف الروائي جول فيرن صدرت عام 1872.

## الحبكة
تدور القصة في قرية كويكندن، وهي قرية فلمنجية في هولندا، سكان القرية لطفاء وهادؤون وبِطاء جدًا، حتى أن أحدهم لم يسدد لكمة لآخر منذ ثلاثة قرون!
وهي قرية معزولة عن الخارج، حتى أن أحد سكانها لم يتكلم في السياسة منذ قرن!
يصل الدكتور أوكس مدعيًا أنه سيقوم بتركيب نظام إضاءة كهربائي جديد في القرية، لكن الحقيقة هي أنه يريد أن يمارس تجربة سرية، لها أضرار جمة على مواطني كويكندن الطيبين.

## روابط خارجية
- Dr. Ox's Experiment
- Dr. Ox's experiment, and other stories, Internet Archive
- E-book at University of Adelaide نسخة محفوظة 2 أبريل 2015 على موقع واي باك مشين.